# Sorbus wallichii
Sorbus wallichii là một loài thực vật thuộc họ Rosaceae. Loài này có ở Trung Quốc, Ấn Độ, và Nepal.

## Hình ảnh

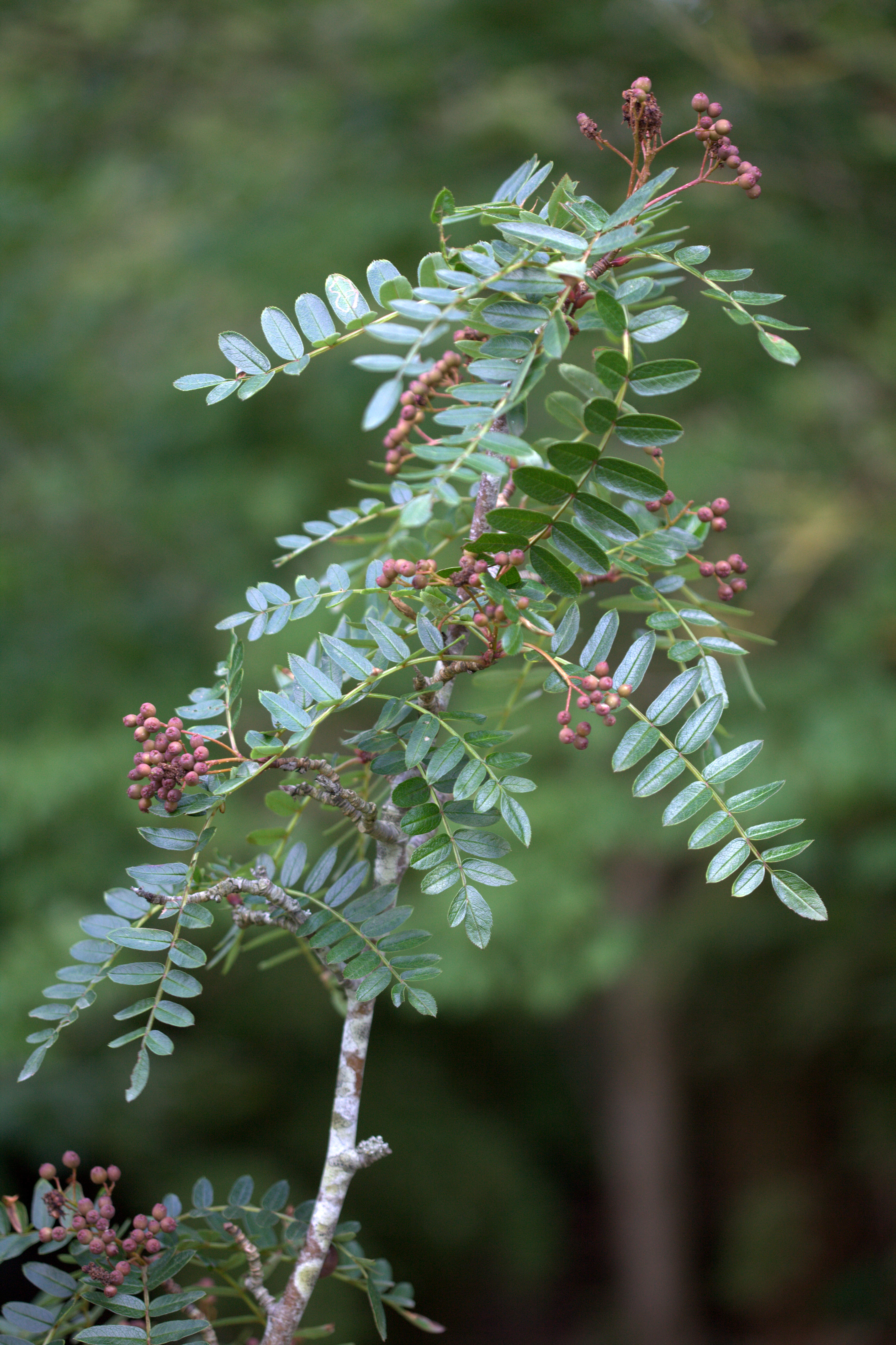
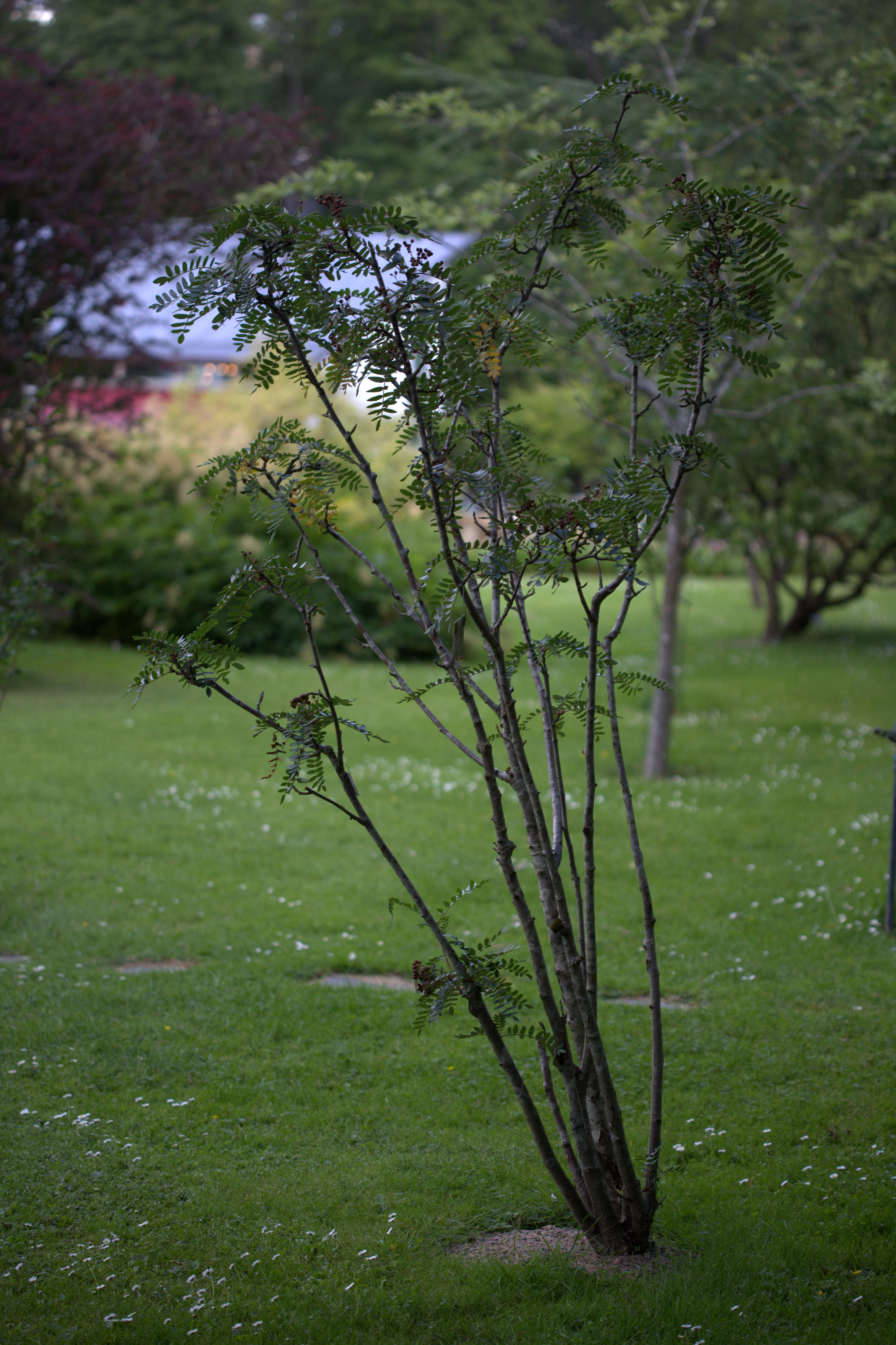